# Carl Robie
Carl Robie (Estados Unidos, 12 de mayo de 1945-29 de noviembre de 2011) fue un nadador estadounidense especializado en pruebas de estilo mariposa media distancia, donde consiguió ser campeón olímpico en 1968 en los 200 metros.

## Carrera deportiva
En las Olimpiadas de Tokio 1964 ganó la plata en los 200 metros mariposa; cuatro años después, en los Juegos Olímpicos de México 1968 ganó la medalla de oro en la misma prueba, con un tiempo de 2:08.7 segundos.
En los Juegos Panamericanos de 1963 celebrados en Sao Paulo ganó la medalla de oro de nuevo en los 200 metros estilo mariposa.